# Аржијер
Аржијер (фр. Argillières) насеље је и општина у источној Француској у региону Франш-Конте, у департману Горња Саона која припада префектури Везул.
По подацима из 2011. године у општини је живело 74 становника, а густина насељености је износила 7,72 становника/km². Општина се простире на површини од 9,58 km². Налази се на средњој надморској висини од 300 метара (максималној 366 m, а минималној 230 m).

## Демографија
| 1962. | 1968. | 1975. | 1982. | 1990. | 1999. | 2011. |
| ----- | ----- | ----- | ----- | ----- | ----- | ----- |
| 159   | 137   | 127   | 100   | 79    | 78    | 74    |

График промене броја становника у току последњих година